# Pholcus baldiosensis
Pholcus baldiosensis là một loài nhện trong họ Pholcidae. Loài này có ở quần đảo Canaria.